# تیلبوری
longitudeتیلبوریlatitudeتیلبوری
تیلوبوری (به انگلیسی: Tilbury) یک شهرک در ناحیه شرق انگلستان است.
این شهرک که در شهرستان اسکس قرار دارد در سال ۲۰۱۱ میلادی ۱۲٬۴۵۰ نفر جمعیت داشته است.

## نگارخانه

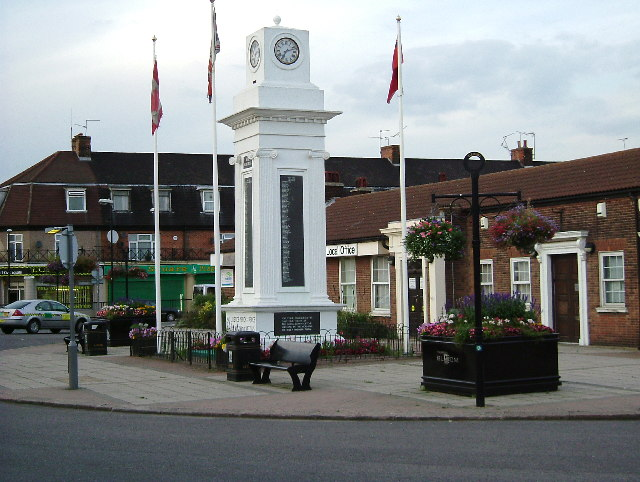
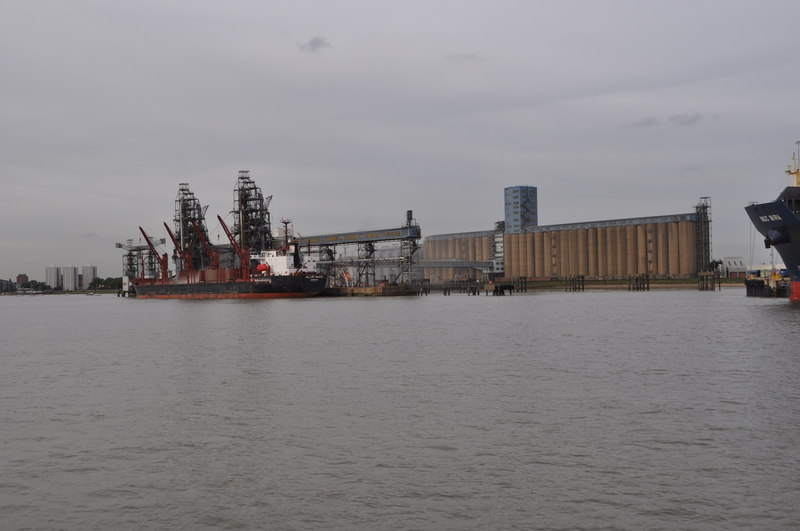
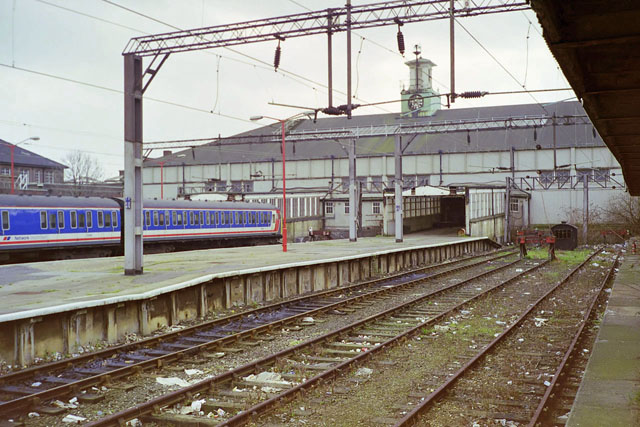
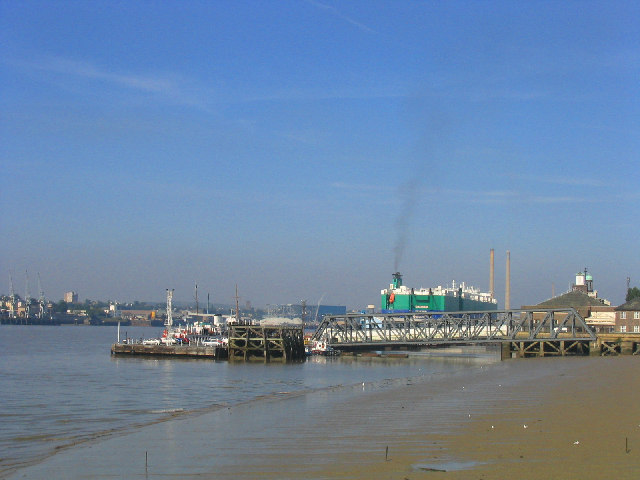
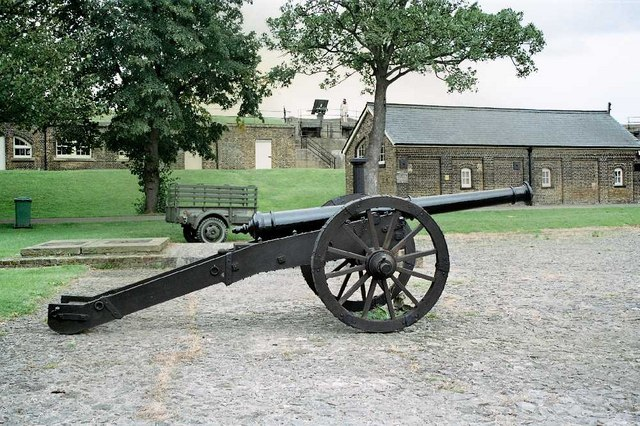
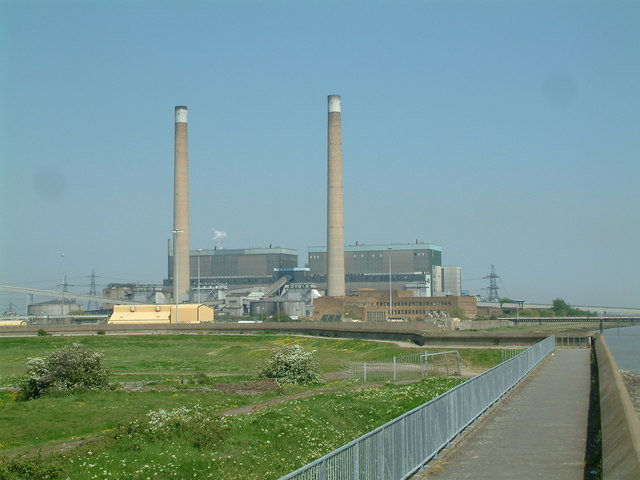